# Fissarcturus rossi
Fissarcturus rossi is een pissebed uit de familie Antarcturidae. De wetenschappelijke naam van de soort is voor het eerst geldig gepubliceerd in 2007 door Brandt.